# Poletna liga Rudi Hiti 2010
Poletna liga Rudi Hiti 2010 je osemnajsti turnir Poletna liga Rudi Hiti, ki je potekal med 19. in 21. avgustom 2010 v Ledeni dvorani na Bledu. V konkurenci klubov EC VSV, Tilia Olimpija, Acroni Jesenice in Budapest Stars, namesto prvotno napovedanega kluba Briançon, je drugič zmagal EC VSV.

## Tekme

### Prvi krog
| 19. avgust 2010 | Tilia Olimpija | 2:8 | EC VSV | Ledena dvorana, Bled |

| Poročilo tekme | Poročilo tekme       | Poročilo tekme  | Poročilo tekme                                                                        | Poročilo tekme |
| -------------- | -------------------- | --------------- | ------------------------------------------------------------------------------------- | -------------- |
| Začetek: 16:00 | Mustonen 16 Pance 29 | (1:2, 1:4, 0:2) | 12 Unterluggauer 20 Mitchell 24 Ryan 25 Damon 34 Raffl 38 Ferland 55 Martinz 57 Damon | Gledalci: 200  |

| 19. avgust 2010 | Acroni Jesenice | 9:0 | Budapest Stars | Ledena dvorana, Bled |

| Poročilo tekme | Poročilo tekme                                                                            | Poročilo tekme  | Poročilo tekme | Poročilo tekme |
| -------------- | ----------------------------------------------------------------------------------------- | --------------- | -------------- | -------------- |
| Začetek: 19:30 | Magovac 03 Brus 09 Zupančič 10 Dolinšek 18 Hafner 27 Magovac 37 Jeglič 42 Brus 48 Elik 54 | (4:0, 2:0, 3:0) |                | Gledalci: 600  |

### Drugi krog
| 20. avgust 2010 | Budapest Stars | 3:4 | EC VSV | Ledena dvorana, Bled |

| Poročilo tekme | Poročilo tekme                | Poročilo tekme  | Poročilo tekme                            | Poročilo tekme |
| -------------- | ----------------------------- | --------------- | ----------------------------------------- | -------------- |
| Začetek: 16:00 | Fodor 11 Fodor 43 Szirányi 47 | (1:2, 0:1, 2:1) | 08 Kužnik 16 Ryan 21 Razingar 51 Razingar |                |

| 20. avgust 2010 | Tilia Olimpija | 3:2(KS) | Acroni Jesenice | Ledena dvorana, Bled |

| Poročilo tekme | Poročilo tekme                               | Poročilo tekme  | Poročilo tekme      | Poročilo tekme |
| -------------- | -------------------------------------------- | --------------- | ------------------- | -------------- |
| Začetek: 19:30 | Goličič 10 Goličič 23 Šachl (P) Mustonen (P) | (0:1, 0:1, 2:0) | 43 Cavosie 51 Tičar | Gledalci: 1200 |

### Tretji krog
| 21. avgust 2010 | Budapest Stars | 1:3 | Tilia Olimpija | Ledena dvorana, Bled |

| Poročilo tekme | Poročilo tekme | Poročilo tekme  | Poročilo tekme               | Poročilo tekme |
| -------------- | -------------- | --------------- | ---------------------------- | -------------- |
| Začetek: 16:00 | Sille 57       | (0:1, 0:2, 1:0) | 07 Režek 24 Goličič 33 Pance | Gledalci: 150  |

| 21. avgust 2010 | Acroni Jesenice | 2:5 | EC VSV | Ledena dvorana, Bled |

| Poročilo tekme | Poročilo tekme    | Poročilo tekme  | Poročilo tekme                               | Poročilo tekme |
| -------------- | ----------------- | --------------- | -------------------------------------------- | -------------- |
| Začetek: 19:30 | Jeglič 10 Elik 56 | (1:1, 0:1, 1:3) | 04 Altmann 31 Razingar 48 Mitchell 56 Petrik | Gledalci: 500  |

## Statistika

### Najboljši strelci
| Poz | Igralec               | Klub            | OT | G | A | TOČ | KM | GIV | GIM |
| --- | --------------------- | --------------- | -- | - | - | --- | -- | --- | --- |
| 1   | Boštjan Goličič       | Tilia Olimpija  | 3  | 3 | 1 | 4   | 2  | 2   | 1   |
| 1   | Tomaž Razingar        | EC VSV          | 2  | 3 | 1 | 4   | 2  | 1   | 0   |
| 3   | Miha Brus             | Acroni Jesenice | 3  | 2 | 2 | 4   | 0  | 2   | 0   |
| 3   | Gerhard Unterluggauer | EC VSV          | 3  | 2 | 2 | 4   | 4  | 1   | 0   |
| 5   | Michael Raffl         | EC VSV          | 3  | 1 | 3 | 4   | 0  | 1   | 0   |
| 5   | Rok Tičar             | Acroni Jesenice | 3  | 1 | 3 | 4   | 0  | 1   | 0   |
| 7   | Todd Elik             | Acroni Jesenice | 3  | 2 | 1 | 3   | 0  | 1   | 0   |
| 7   | Csanad Fodor          | Budapest Stars  | 3  | 2 | 1 | 3   | 0  | 1   | 0   |
| 7   | Žiga Jeglič           | Acroni Jesenice | 3  | 2 | 1 | 3   | 0  | 0   | 0   |
| 7   | Matt Ryan             | EC VSV          | 3  | 2 | 1 | 3   | 0  | 0   | 0   |

### Najboljši vratarji
| Poz | Igralec            | Klub            | OT | OMIN | PG | PGT  | SO | PGIV | PGIM |
| --- | ------------------ | --------------- | -- | ---- | -- | ---- | -- | ---- | ---- |
| 1   | Bernhard Starkbaum | EC VSV          | 2  | 90   | 3  | 2,00 | 0  | 2    | 0    |
| 2   | Mitch O’Keefe      | Acroni Jesenice | 1  | 60   | 2  | 2,00 | 0  | 1    | 1    |
| 2   | Gert Prohaska      | EC VSV          | 1  | 60   | 2  | 2,00 | 0  | 1    | 0    |
| 4   | Jaakko Suomalainen | Acroni Jesenice | 2  | 120  | 5  | 2,50 | 1  | 1    | 0    |
| 5   | Aleš Sila          | Tilia Olimpija  | 2  | 80   | 4  | 3,00 | 0  | 1    | 0    |
| 6   | Tamas Kiss         | Budapest Stars  | 1  | 60   | 4  | 4,00 | 0  | 1    | 0    |
| 6   | Manuel Skacal      | EC VSV          | 1  | 30   | 2  | 4,00 | 0  | 0    | 0    |
| 8   | Matija Pintarič    | Tilia Olimpija  | 2  | 100  | 7  | 4,20 | 0  | 4    | 0    |
| 9   | Miklos Rajna       | Budapest Stars  | 2  | 120  | 12 | 6,00 | 0  | 5    | 0    |

## Končni vrstni red
| Poz | Klub            | OT | Z | P | ZPP | PPP | TOČ | PG | DG | GR  |
| --- | --------------- | -- | - | - | --- | --- | --- | -- | -- | --- |
| 1   | EC VSV          | 3  | 3 | 0 | 0   | 0   | 6   | 17 | 7  | +10 |
| 2   | Tilia Olimpija  | 3  | 1 | 1 | 1   | 0   | 4   | 8  | 11 | -3  |
| 3   | Acroni Jesenice | 3  | 1 | 1 | 0   | 1   | 3   | 13 | 8  | +5  |
| 4   | Budapest Stars  | 3  | 0 | 3 | 0   | 0   | 0   | 4  | 16 | -12 |